# Marian Wallek-Walewski
Marian Wallek-Walewski (ur. 17 marca 1934 w Krakowie, zm. 12 marca 1988 w Katowicach) – polski dyrygent, krytyk muzyczny i teoretyk muzyki.
Był dyrektorem Wielkiej Orkiestry Symfonicznej Polskiego Radia w Katowicach oraz wykładowcą na krakowskiej i katowickiej Akademii Muzycznej.
Uchodził za krytyka bezkompromisowego, wymagającego, Jerzy Waldorff nazwał go żartobliwie „żmiją brodatą”. 
Otrzymał w roku 1977 nagrodę Sekcji Krytyków SPAM.
W Katowicach grono jego wychowanków organizuje coroczne koncerty połączone ze wspomnieniami o zmarłym.
Był bratankiem Bolesława Wallek-Walewskiego, dyrygenta, kompozytora i pedagoga. 